# Lisbon, Quận Waukesha, Wisconsin
Lisbon là một thị trấn thuộc quận Waukesha, tiểu bang Wisconsin, Hoa Kỳ. Năm 2010, dân số của thị trấn này là 9.909 người.